# Seven de Sudáfrica 2015
El Seven de Sudáfrica de 2015 fue la decimoséptima edición del torneo sudafricano de rugby 7 y el segundo torneo de la temporada 2015-16 de la Serie Mundial Masculina de Rugby 7.
Se disputó en el Cape Town Stadium de Ciudad del Cabo.

## Fase de grupos

### Grupo A
| Equipo    | Encuentros | Encuentros | Encuentros | Encuentros | Tantos  | Tantos    | Tantos     | Puntos |
| Equipo    | jugados    | ganados    | empatados  | perdidos   | a favor | en contra | diferencia | Puntos |
| --------- | ---------- | ---------- | ---------- | ---------- | ------- | --------- | ---------- | ------ |
| Fiyi      | 3          | 3          | 0          | 0          | 129     | 19        | +110       | 9      |
| Argentina | 3          | 2          | 0          | 1          | 52      | 62        | –10        | 7      |
| Escocia   | 3          | 1          | 0          | 2          | 66      | 63        | +3         | 5      |
| Rusia     | 3          | 0          | 0          | 3          | 15      | 118       | –103       | 3      |

Nota: Se otorgan 3 puntos al equipo que gane un partido, 2 al que empate y 1 al que pierda

### Grupo B
| Equipo     | Encuentros | Encuentros | Encuentros | Encuentros | Tantos  | Tantos    | Tantos     | Puntos |
| Equipo     | jugados    | ganados    | empatados  | perdidos   | a favor | en contra | diferencia | Puntos |
| ---------- | ---------- | ---------- | ---------- | ---------- | ------- | --------- | ---------- | ------ |
| Kenia      | 3          | 2          | 1          | 0          | 69      | 31        | +38        | 8      |
| Sudáfrica  | 3          | 2          | 0          | 1          | 48      | 19        | +29        | 7      |
| Inglaterra | 3          | 1          | 1          | 1          | 62      | 29        | +33        | 6      |
| Zimbabue   | 3          | 0          | 0          | 3          | 5       | 105       | –100       | 3      |

### Grupo C
| Equipo         | Encuentros | Encuentros | Encuentros | Encuentros | Tantos  | Tantos    | Tantos     | Puntos |
| Equipo         | jugados    | ganados    | empatados  | perdidos   | a favor | en contra | diferencia | Puntos |
| -------------- | ---------- | ---------- | ---------- | ---------- | ------- | --------- | ---------- | ------ |
| Australia      | 3          | 3          | 0          | 0          | 92      | 35        | +57        | 9      |
| Estados Unidos | 3          | 2          | 0          | 1          | 99      | 52        | +47        | 7      |
| Gales          | 3          | 1          | 0          | 2          | 73      | 52        | +21        | 5      |
| Portugal       | 3          | 0          | 0          | 3          | 12      | 137       | –125       | 3      |

### Grupo D
| Equipo        | Encuentros | Encuentros | Encuentros | Encuentros | Tantos  | Tantos    | Tantos     | Puntos |
| Equipo        | jugados    | ganados    | empatados  | perdidos   | a favor | en contra | diferencia | Puntos |
| ------------- | ---------- | ---------- | ---------- | ---------- | ------- | --------- | ---------- | ------ |
| Nueva Zelanda | 3          | 2          | 0          | 1          | 50      | 48        | +2         | 7      |
| Francia       | 3          | 1          | 1          | 1          | 62      | 64        | –2         | 6      |
| Canadá        | 3          | 1          | 1          | 1          | 60      | 62        | –2         | 6      |
| Samoa         | 3          | 1          | 0          | 2          | 53      | 51        | +2         | 5      |

## Fase Final

### Cuartos de final
| 13 de diciembre | Fiyi | 14 - 17 | Francia |  |  |

| 13 de diciembre | Australia | 5 - 25 | Sudáfrica |  |  |

| 13 de diciembre | Nueva Zelanda | 19 - 22 | Argentina |  |  |

| 13 de diciembre | Kenia | 26 - 10 | Estados Unidos |  |  |

### Semifinal
| 13 de diciembre | Francia | 12 - 21 | Sudáfrica |  |  |

| 13 de diciembre | Argentina | 24 - 22 | Kenia |  |  |

### Final
| 13 de diciembre | Sudáfrica | 29 - 14 | Argentina |  |  |

| Bandera de Sudáfrica   |
| Campeón Sudáfrica      |
| 1º título del circuito |